# Beauveria felina
Beauveria felina är en svampart som först beskrevs av Augustin Pyrame de Candolle, och fick sitt nu gällande namn av J.W. Carmich. 1980. Beauveria felina ingår i släktet Beauveria och familjen Cordycipitaceae.   Inga underarter finns listade i Catalogue of Life.